# Morisca (higo)
Morisca es un cultivar de higuera de tipo higo común Ficus carica, bífera (con dos cosechas por temporada, brevas e higos de otoño), con higos de epidermis con color de fondo morado rojizo oscuro, y con sobre color amarillento rojizo alrededor del pedúnculo. Se cultiva en la colección de higueras de Montserrat Pons i Boscana en Llucmajor (España).

## Sinonimia
- “sin sinónimo”,[4][6][7]

## Historia
Actualmente la cultiva en su colección de higueras baleares Montserrat Pons i Boscana, rescatada de un ejemplar o higuera madre localizada en el término de Llucmajor, en el camino de Porreras, dentro de una vaguada de tierras más blanquecinas y sustanciosas que las de La Marina de Llucmajor.
La variedad 'Morisca' probablemente es originaria del Norte de África, de donde puede provenir el nombre, introducida en las Islas Baleares desde tiempos inmemoriales.

## Características
La higuera 'Morisca' es una variedad bífera de tipo higo común. Árbol de vigorosidad elevada, y buen desarrollo en terrenos favorables, copa deforme porte esparcido con ramas alargadas que se dirigen hacia abajo colgando hacia el suelo y follaje claro, con nula emisión de rebrotes. Sus hojas son de 5 lóbulos en su mayoría, y de 3 lóbulos (20-30%). Sus hojas con dientes presentes márgenes dentados. 'Morisca' tiene bastante desprendimiento de higos, con un rendimiento productivo mediano y periodo de cosecha mediano. La yema apical cónica de color amarillo verdoso.
Los frutos de la higuera 'Morisca' son frutos de un tamaño de longitud x anchura:28 x 32mm, con forma ovoidal (tanto en las brevas como en los higos). Presentan unos frutos muy grandes llamativos en las brevas. Los higos son de menor tamaño y peso que las brevas, de igual calidad en cualidades, y la cosecha más prolífica. Los frutos son un poco simétricos en la forma, uniformes en las dimensiones, de unos 54,280 gramos en promedio, cuya epidermis es de grosor delgado, de textura fina, de consistencia blanda, color de fondo morado rojizo oscuro, y con sobre color amarillento rojizo alrededor del pedúnculo. Ostiolo de 3 a 5 mm con escamas pequeñas oscuras. Pedúnculo de 5 a 8 mm troncocónico verde oscuro, tienen en la parte superior un cuello estrecho y alargado de color morado rojizo, que al final de la maduración se difumina, amarillea, hasta volverse casi blanco. Grietas ausentes. Costillas poco marcadas. Con un ºBrix (grado de azúcar) de 15 de sabor soso poco dulce, con color de la pulpa rojo blanquecino jugosa. Con cavidad interna ausente o pequeña, con aquenios pequeños en tamaño y en bastante cantidad. Los frutos maduran con un inicio de maduración de las brevas el 25 de junio, y de los higos sobre el 22 de agosto a 24 de septiembre. Cosecha con rendimiento productivo mediano-alto, y periodo de cosecha mediano.
Se usa en alimentación humana en fresco, y también en alimentación del ganado porcino y ovino. Muy resistentes a las lluvias, al transporte, y a la apertura del ostiolo. Bastante susceptibles al desprendimiento del árbol cuando madura.

## Cultivo
'Morisca', se utiliza en alimentación humana en fresco, y también en alimentación del ganado. Se está tratando de recuperar de ejemplares cultivados en la colección de higueras baleares de Montserrat Pons i Boscana en Llucmajor.